# 松原大祐
松原 大祐（まつばら だいすけ、1987年11月8日 - ）は、元静岡第一テレビのアナウンサー。岐阜県中津川市出身。実妹は中京テレビアナウンサーの松原朋美。

## 経歴
岐阜県立中津高等学校は野球部に所属。大学受験の際には、青山学院大学と大阪府立大学に合格し、キャンパスがオシャレだったからという理由で青山学院大学国際政治経済学部国際経済学科に進学。その後卒業する。
2010年4月、熊本朝日放送に入社。
2019年3月、熊本朝日放送を退社ののち、4月に静岡第一テレビに入社。
2021年9月6日、新型コロナウイルスに感染したことを『every.しずおか』にて公表ししばらく休養していたが、9月20日の同番組で復帰を公表した。
2024年3月31日をもって静岡第一テレビを退社。

## 人物
- 妹婿に大前りょうすけ（元プリセンス金魚）がいる。

## 過去の担当番組

### 熊本朝日放送時代
- くまパワ（番組MC、2012年4月 - 2019年3月）
- KABニュース（平日日中）
- 全国高等学校野球選手権熊本大会（実況）

### 静岡第一テレビ時代
- まるごと（リポーター、2019年4月 - 2021年3月 ）
- every.しずおか（キャスター、2021年3月8日 - 2024年3月29日）
- しずプリ
- FRONT ZERO